# Province de Prey Veng
 (novembre 2017).
La province de Prey Veng est une province du sud-est cambodgien dont la capitale est la ville du même nom.
Elle est relativement paisible, si on excepte les abords de la Nationale no 1, qui relie Phnom Penh à Hô Chi Minh-Ville et est une des voies de communication les plus encombrées du pays.
Cette région agricole fortement peuplée est située sur la rive orientale du Mékong. Son nom signifie littéralement « forêt longue » en khmer, mais les derniers grands bois ont disparu il y a plus de 30 ans.

## Histoire
Au début de l’ère chrétienne, la province était un centre important du royaume du Fou-nan, entre  les capitales économique et politique du pays qu’étaient Óc Eo (aujourd’hui dans la province vietnamienne d’An Giang) et Angkor Borey (dans la province cambodgienne de Takeo). On y a notamment localisé un des premiers royaumes préangkoriens autour du site de Ba Phnom.
Toutefois, avec l’avènement du Chenla (Tchen-La), le centre névralgique du royaume se déplace plus à l’ouest, vers Koh Ker puis Angkor et la région perd de son importance.
Au XVe siècle, les empereurs khmers décident de quitter Angkor pour échapper à la menace siamoise et reviennent s’établir plus à l’est, à Oudong, Lovek puis Phnom Penh. Prey Veng n’aura pas leur faveur, car trop près d’un autre danger, à savoir la poussée de plus en plus insistante de l’Annam. C’est néanmoins près de Ba Phnom que le monarque cambodgien se repliera en 1473, pour former une armée destinée à rejeter une invasion du Siam.
Quand, à la fin de XIXe siècle, la France installe son protectorat, les autorités coloniales sont rapidement intéressées par le potentiel de la région en termes d’agriculture et de pêche et par sa proximité avec la colonie française de Cochinchine.
En 1975, lorsque les Khmers rouges prirent le pouvoir, la province put, grâce à ses terres agricoles, plutôt bien résister aux premières famines, et ce jusqu’en 1977 ; malheureusement, les habitants furent durement touchés à partir de 1978 par les purges qui s’abattirent sur l’ensemble de la zone est. On a retrouvé depuis une douzaine de charniers contenant entre 1 500 et 10 000 victimes.
Lors de l’avancée vietnamienne de janvier 1979, la région dut à sa position dans la plaine orientale d’être une des premières « libérées » des Khmers rouges.

## Géographie

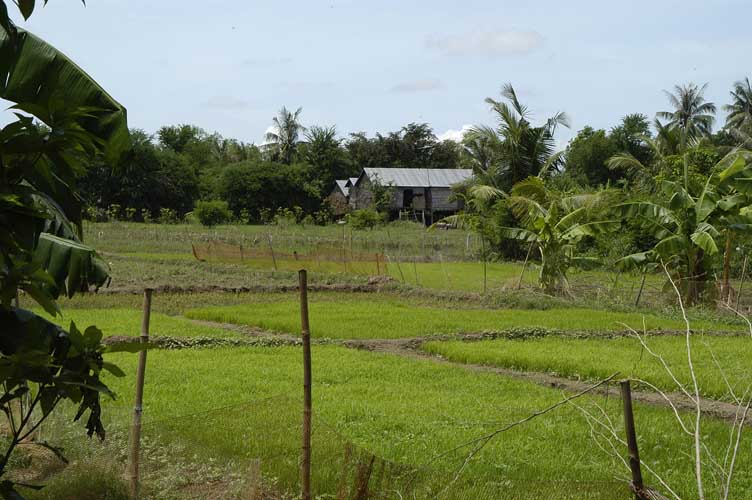
Rizière dans la province

La province est bordée par celles de Tbong Khmum au nord, Kandal à l’ouest, Svay Rieng à l’est et par le Viêt Nam au sud. Elle est aussi traversée par les deux principaux cours d’eau du pays, à savoir le Mékong et le Tonle  Bassac.
La superficie, de 4 883 km2, correspond à 2,7 % des 181 035 km2 du territoire cambodgien.
L’utilisation des sols se répartit comme suit :
| Utilisation                                  | Superficie (km2) | % du total |
| -------------------------------------------- | ---------------- | ---------- |
| Zones habitées                               | 445,18           | 9,12       |
| Terres agricoles                             | 3 100,00         | 63,49      |
| Forêts                                       | 194,61           | 3,99       |
| Domaine public, infrastructures, cours d'eau | 1 082,86         | 22,16      |
| Terres inutilisées                           | 60,35            | 1,24       |
| Total                                        | 4 883            | 100,00     |

## Population
Au recensement d’août 2008, les 947 357 habitants de la province représentaient 7,07 % de la population du Cambodge (estimée à 13 388 910).
Ils se répartissaient comme suit :
| Activité       | % du total |
| -------------- | ---------- |
| Agriculteurs   | 80,54      |
| Pêcheurs       | 13,72      |
| Commerçants    | 4,35       |
| Fonctionnaires | 1,39       |
| Total          | 100,00     |

La majorité de la population est d’origine khmère et seuls 1,13 % proviennent des minorités ethniques telles que des Kinh (Viêts), des Chams musulmans ou des Laos.
Toutefois, même si Prey Veng est la 5e province la plus peuplée du pays, elle est aussi l’une des moins riches. Le taux de personnes vivant sous le seuil de pauvreté atteindrait 53 % (loin des 36 % de la moyenne nationale). De plus, son solde migratoire est négatif, signe que la misère pousse un nombre important d’habitants à quitter leur contrée d’origine pour trouver ailleurs un moyen de subsister.

## Économie

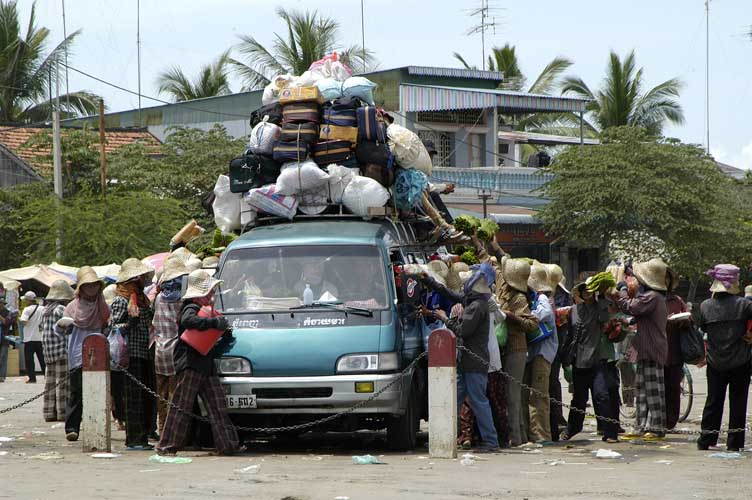
Le ferry de Neak Luong, sur la route entre Phnom Penh et Hô Chi Minh-Ville, est une source de revenus non négligeable pour la population locale.

La province bénéficie des limons déposés à chaque crue du Mékong qui rendent la région propice à l’agriculture et à la pêche. Elle fait partie de ce qu’on appelle la "grande ceinture verte" du Cambodge.
La culture principale est celle du riz pour laquelle elle a la plus grande surface dédiée aux rizières du pays, contribue pour environ 10 % aux récoltes nationales et est parmi celles qui dégagent chaque année le plus gros excédent.
On y cultive également du tabac, des haricots mungo de la canne à sucre, des palmiers a sucre du manioc, du sésame et des fruits tels les noix de coco, les mangues ou les noix de cajou.
Des heveas ont par le passé joué un rôle économique important, mais les plantations ont été abandonnées lors des guerres qui ont ensanglanté le pays il y a quelques décennies.

## Districts
La province comprend 1 139 villages correspondant à 116 communes elles-mêmes réparties en 12 districts :
| Code  | District        | Signification | Nombre de communes |
| ----- | --------------- | --- | ------------------ |
| 1401  | Ba Phnum        | « ancêtre de la colline » ou « colline sacrée » (Ba est alors un raccourci de Preah « sacré »)                             | 9                  |
| 1402  | Kamchay Mear    | « geyser de Māra », le démon tentateur du Bouddha                                                                          | 8                  |
| 1403  | Kampong Trabaek | « port des lagerstroemia » (Lythraceae), à belles fleurs mauves                                                            | 13                 |
| 1404  | Kanhchriech     | « oiseau » voisin du merle                                                                                                 | 8                  |
| 1405  | Me Sang         | « mère » ou génie tutélaire féminin Sang ; Sang signifie « édifier en faisant une bonne action »                           | 8                  |
| 1406  | Peam Chor       | « confluence de Chor » ; Chor est un nom propre signifiant « debout »                                                      | 10                 |
| 1407  | Peam Ro         | « confluence de Ro » | 8                  |
| 1408  | Pea Reang       | « reang » est l'arbre Barringtonia                                                                                         | 11                 |
| 1409  | Preah Sdach     | « prince sacré » | 11                 |
| 1410  | Prey Veng       | « forêt longue » | 11                 |
| 1411  | Kampong Leav    | « port des Laos » | 8                  |
| 1412  | Sithor Kandal   | « Sithor du centre » ; Sithor est une contraction de Yashodharapura (« ville glorieuse » en sanskrit), ancien nom d'Angkor | 11                 |
| Total | Total           | Total | 116                |

## Sites touristiques
Si la région regorge de sites archéologiques, il semble que seul celui de Ba Phnom présente un réel intérêt touristique.

### Ba Phnom
Le lieu est situé à 78 kilomètres à l’est de Phnom Penh et 45 au sud de la capitale provinciale.
Son nom signifie littéralement « ancêtre de la colline ». On y trouve effectivement un tertre de 139 mètres.
Des recherches archéologiques ont démontré qu’il s’agissait, entre les Ier au VIe siècle, d’un important centre culturel du royaume du Fou-nan et que l’on y vouait un culte à Shiva. Le site semble avoir gardé son caractère sacré pendant toute la période angkorienne, mais outre le shivaïsme, on a aussi retrouvé des traces de rites animiste et bouddhiste.

### Prey Veng ville
La capitale provinciale est située sur la nationale 11 qui relie Neak Luong à Kompong Cham. Elle est à 2 h 30 de Phnom Penh et 3 h d’Hô Chi Minh-Ville.
Cette petite ville paisible est hors des sentiers touristiques habituels et est donc peu fréquentée. Elle abrite quelques vieilles demeures coloniales délabrées, témoins d’une importante activité passée.
Il y a un grand lac à l’ouest de la cité, à sec de mars à août.

## [1]Sources
- (en) Cet article est partiellement ou en totalité issu de l’article de Wikipédia en anglais intitulé « Prey Veng Province » (voir la liste des auteurs).
- (fr) Saveros Lewitz, « La toponymie khmère », Bulletin de l'École française d'Extrême-Orient, vol. 53, nos 53-2,‎ 1967, p. 377-450 (lire en ligne)
- (fr) Gabrielle Martel, Saveros Lewitz et Jules-E. Vidal, « Notes ethnobotaniques sur quelques plantes en usage au Cambodge », Bulletin de l'École française d'Extrême-Orient, vol. 55, nos 55-1,‎ 1969, p. 171-232 (lire en ligne)
- (fr) Saveros Lewitz et Bruno Rollet, « Lexique des noms d’arbres et d’arbustes au Cambodge », Bulletin de l'École française d'Extrême-Orient, vol. 60, nos 60-1,‎ 1973, p. 113-162 (lire en ligne)
- (fr) Saveros Pou, Dictionnaire vieux khmer-français-anglais : An Old Khmer-French-English Dictionary, Éditions L'Harmattan, coll. « Les introuvables », 2 janvier 2005, 734 p. (ISBN 978-2-7475-7345-0, lire en ligne)
- (en) National Institute of Statistics, Ministry of Planning Phnom Penh, Cambodia, « General Population Census of Cambodia 2008 », Statistics Bureau & Director-General for Policy Planning (Statistical Standards) - Japan, août 2008 (consulté le 8 janvier 2010)
- (en) « Cambodia e-Gov Homepage - Prey Veng Province » (consulté le 8 janvier 2010)
- (en) « Tourism of Cambodia - Prey Veng Travel guide » (consulté le 8 janvier 2010)
- (fr) Philippe Escabasse, « Prey Veng », Cambodge Soir,‎ 9 septembre 2009 (lire en ligne)
- (fr) Solomon Kane (trad. de l'anglais par François Gerles, préf. David Chandler), Dictionnaire des Khmers rouges, IRASEC, février 2007, 460 p. (ISBN 9782916063270)
- (en) US AID, « Prey Veng Province Investment Profile », octobre 2008 (consulté le 10 janvier 2010)
- (en) « Prey Veng Province », Field Offices, sur Winrock International (consulté le 10 janvier 2010)